# Elecciones estatales de Oaxaca de 2016
Las elecciones estatales de Oaxaca de 2016 se llevaron a cabo el domingo 5 de junio de 2016, y en ellas se renovaron los siguientes cargos de elección popular de Oaxaca:
- Gobernador de Oaxaca. Titular del Poder Ejecutivo del estado, electo para un periodo de seis años no reelegibles en ningún caso. El candidato electo fue Alejandro Murat Hinojosa.
- 153 ayuntamientos. Regidos por el sistema de partidos, de un total de 570 (los restantes se rigen por usos y costumbres) compuestos por un Presidente Municipal y regidores, electos para un periodo único de dos años no reelegibles para el periodo inmediato.
- 42 diputados al Congreso del Estado de los cuales 25 son electos por mayoría relativa en cada uno de los distritos electorales y 17 por representación proporcional para integrar la LXIII Legislatura.

## Organización

### Partidos políticos
En las elecciones estatales tienen derecho a participar doce partidos. Nueve tienen registro nacional: Partido Acción Nacional (PAN), Partido Revolucionario Institucional (PRI), Partido de la Revolución Democrática (PRD), Partido del Trabajo (PT), Partido Verde Ecologista de México (PVEM), Nueva Alianza (PNA), Movimiento Ciudadano (MC), Movimiento Regeneración Nacional (Morena) y Partido Encuentro Social (PES). Y tres partidos políticos estatales: Partido Unidad Popular (PUP), Partido Socialdemócrata de Oaxaca (PSDO) y Partido Renovación Social (PRS).

### Proceso electoral
Las campañas iniciaron el 3 de abril de 2016 y se prolongaron por ocho semanas hasta el 1 de junio. Durante la campaña se realizaron dos debates entre los candidatos a gobernador en las instalaciones de la Corporación Oaxaqueña de Radio y Televisión, en Oaxaca de Juárez. El primero se realizó el 29 de abril y fue moderado por la periodista Adriana Cañedo. El segundo ocurrió el 20 de mayo y fue moderado por el periodista Javier Solórzano. La elección se realizó el domingo 5 de junio de las ocho de la mañana a las seis de la tarde. En los comicios tuvieron derecho a voto 2.6 millones de personas.

### Distritos electorales
Para la elección de diputados de mayoría relativa del Congreso del Estado de Oaxaca, la entidad se divide en 25 distritos electorales.
| Distrito | Cabecera                     | Mapa | Distrito                    | Cabecera         |
| -------- | ---------------------------- | ---- | --------------------------- | ---------------- |
| 1        | Acatlán de Pérez Figueroa    |      | 14                          | Oaxaca de Juárez |
| 2        | San Juan Bautista Tuxtepec   | 15   | Santa Cruz Xoxocotlán       |                  |
| 3        | Loma Bonita                  | 16   | Zimatlán de Álvarez         |                  |
| 4        | Teotitlán de Flores Magón    | 17   | Tlacolula de Matamoros      |                  |
| 5        | Asunción Nochixtlán          | 18   | Santo Domingo Tehuantepec   |                  |
| 6        | Huajuapan de León            | 19   | Salina Cruz                 |                  |
| 7        | Putla Villa de Guerrero      | 20   | Juchitán de Zaragoza        |                  |
| 8        | Tlaxiaco                     | 21   | Ejutla de Crespo            |                  |
| 9        | Ixtlán de Juárez             | 22   | Santiago Pinotepa Nacional  |                  |
| 10       | San Pedro y San Pablo Ayutla | 23   | San Pedro Mixtepec          |                  |
| 11       | Matías Romero Avendaño       | 24   | Miahuatlán de Porfirio Díaz |                  |
| 12       | Santa Lucía del Camino       | 25   | San Pedro Pochutla          |                  |
| 13       | Oaxaca de Juárez             |      |                             |                  |

## Candidaturas y coaliciones

### Con rumbo y estabilidad para Oaxaca
|  | Partido de la Revolución Democrática - Candidato a gobernador - 13 diputados. Distritos 3, 4, 5, 6, 7, 8, 11, 13, 15, 16, 20, 22 y 23 |
|  | Partido Acción Nacional - 12 diputados. Distritos 1, 2, 9, 10, 12, 14, 17, 18, 19, 21, 24 y 25                                        |

En enero de 2016 se conformó la coalición «Con rumbo y estabilidad para Oaxaca», integrada por el Partido Acción Nacional (PAN), el Partido de la Revolución Democrática (PRD) y el Partido del Trabajo (PT). A inicios de marzo el Partido del Trabajo decidió separarse de la alianza para postular sus propios candidatos. La candidatura para la gubernatura fue designada por el PRD, que postuló al diputado federal José Antonio Estefan Garfias. En las candidaturas para el Congreso del Estado al PRD le correspondió la postulación de 13 candidatos y al PAN 12.

### Juntos hacemos más
|  | Partido Revolucionario Institucional - Candidato a gobernador - 21 diputados. Distritos 1, 2, 4, 5, 6, 8, 9, 10, 13, 14, 15, 16, 17, 18, 19, 20, 21, 22, 23, 24 y 25 |
|  | Partido Verde Ecologista de México - 3 diputados. Distritos 3, 7 y 12                                                                                                |
|  | Nueva Alianza - Sin postulaciones dentro de la coalición |

En enero de 2016 se conformó la coalición «Juntos hacemos mas», integrada por el Partido Revolucionario Institucional (PRI), el Partido Verde Ecologista de México (PVEM) y el partido Nueva Alianza (PNA). Adicionalmente el Partido Encuentro Social (PES) buscó incorporarse a la alianza para compartir candidato a gobernador. Sin embargo, el Instituto Estatal Electoral y de Participación Ciudadana de Oaxaca rechazó su adhesión debido a que el PES buscaba aliarse únicamente con el PRI y no con toda la coalición.
La postulación del candidato de la coalición para la gubernatura le correspondió al Partido Revolucionario Institucional, que seleccionó a Alejandro Murat Hinojosa, hijo del exgobernador José Murat Casab y director general del Instituto del Fondo Nacional de la Vivienda para los Trabajadores (Infonavit) en el gobierno del presidente Enrique Peña Nieto.
La candidatura de Alejandro Murat fue impugnada por la coalición «Con rumbo y estabilidad para Oaxaca», argumentando que la legislación estatal exigía como requisito para ser gobernador de Oaxaca haber nacido en la entidad o haber residido en ella durante los últimos cinco años previos a la elección. Murat no cumplía ninguno de los dos supuestos porque había nacido en el Estado de México y había vivido los últimos años en Ciudad de México a consecuencia de su trabajo como director del Infonavit. El Tribunal Electoral del Poder Judicial de la Federación determinó que la candidatura de Murat era válida, pues su padre había nacido en Oaxaca, y en consecuencia Alejandro Murat podía ser considerado oaxaqueño por herencia.
En las candidaturas para el Congreso del Estado el partido Nueva Alianza decidió no presentar candidaturas comunes con la coalición. En las postulaciones para el congreso el PRI designó a 21 candidatos, el Partido Verde a tres y en un distrito no se presentó un candidato de coalición. Sin embargo, si se realizó una alianza entre el Partido Revolucionario Institucional y el Partido Encuentro Social, que postuló al candidato del distrito.

### Partido del Trabajo
El Partido del Trabajo inicialmente acordó presentarse en conjunto con el Partido de la Revolución Democrática y el Partido Acción Nacional en la coalición «Con rumbo y estabilidad para Oaxaca», sin embargo, en marzo de 2016 decidió separarse de la alianza y presentar sus propias postulaciones. El partido nominó al senador Benjamín Robles Montoya como su candidato para la gubernatura. La candidatura de Robles Montoya fue impugnada debido a que la legislación estatal prohíbe que una persona busque ser candidato de dos partidos políticos distintos en una misma elección. Antes de ser postulado por el PT, Robles Montoya había participado en el proceso de selección del PRD para la gubernatura. El Tribunal Electoral del Poder Judicial de la Federación determinó que Robles Montoya no había incumplido la normativa debido a que el Partido del Trabajo no había realizado ningún proceso de selección de candidatos, en consecuencia no se podía considerar que Robles Montoya hubiera participado en dos procesos de selección en una misma elección.

### Otras candidaturas
El partido Movimiento Regeneración Nacional (Morena) postuló a Salomón Jara Cruz, secretario de desarrollo agropecuario del gobierno del Estado de Oaxaca durante la gubernatura de Gabino Cué Monteagudo. El Partido Unidad Popular postuló al regidor del ayuntamiento de Oaxaca de Juárez, Francisco Javier Jiménez Jiménez. El Partido Social Demócrata nominó a Manuel Pérez Morales y el Partido Renovación Social presentó como candidato a Joaquín Ruiz Salazar. El partido Movimiento Ciudadano decidió no postular a ningún candidato para la gubernatura. Mientras que el Partido Encuentro Social intentó incorporarse a la coalición «Juntos hacemos más», pero su adhesión fue rechazada por la autoridad electoral.

## Resultados

### Congreso del Estado
|  | 27.05 % |

|  | 19.80 % |

|  | 14.99 % |

|  | 9.96 % |

|  | 8.81 % |

|  | 3.08 % |

|  | 3.03 % |

|  | 2.66 % |

|  | 2.10 % |

|  | 1.92 % |

|  | 1.36 % |

|  | 0.96 % |

|  | 0.02 % |

|  | 4.18 % |

|  | 100 % |

### Ayuntamientos
|  | 16.63 % |

|  | 15.47 % |

|  | 14.08 % |

|  | 14.06 % |

|  | 12.70 % |

|  | 9.54 % |

|  | 4.82 % |

|  | 4.66 % |

|  | 3.70 % |

|  | 2.88 % |

|  | 1.87 % |

|  | 1.77 % |

|  | 96.82 % |

|  | 3.18 % |